# Рочестерский собор
Рочестерский собор англ. Rochester Cathedral, полностью Кафедральный собор Христа и Пресвятой Девы Марии англ. Cathedral Church of Christ and the Blessed Virgin Mary — романская церковь в английском городе Рочестер, графство Кент, центр Рочестерской епархии, второй старейшей в Англии (после Кентербери). Объект культурного наследия Англии I класса.

## История

### Англосаксонская эпоха
Рочестерская епархия основана Юстом, миссионером и сподвижником Августина Кентерберийского, который в начале VII века обращал язычников в Южной Англии. Став первым епископом Рочестерским, Юст получил у Этельберта Кентского право выстроить церковь, посвящённую апостолу Андрею (по римскому монастырю, из которого Августин и Юст отправились в Англию), на месте нынешнего собора. Клирики собора не были монахами, для пропитания им были выделены земли близ города. Также епископ должен был основать школу для обучения священников и хоровую школу для сопровождения богослужений пением. Вместе эти школы стали прямыми предшестенницами Рочестерской королевской школы, качество обучения пению в Рочестере высоко оценивал Беда.
Первая церковь была высотой 42 фута (13 м) и шириной 28 футов (8,5 м). Контур её абсиды очерчен в полу собора, а в мостовой перед фасадом выложена проекция стен. Король Этельберт внёс больший вклад в строительство, нежели епископ Юст, о чём пишет Беда: «[могила Павлина] в святилище благословенного апостола Андрея, которое, как и город Рочестер, построил Этельберт».
В 617 году Этельберт умер, его преемник Эдбальд не был христианином, и Юст бежал во Францию, где оставался в течение года, пока король не призвал его обратно. В 644 году в соборе был рукоположен Итамар, первый епископ местного происхождения, в отличие от прежних августинских монахов из Рима, а 26 марта 655 года Итамар посвятил в архиепископы Кентерберийские первого англосакса на этом посту — Деусдедита.
Собор пострадал в 676 году от завоевания Кента Этельредом Мерсийским, и ущерб был так велик, что епископ Путта отрёкся, как его преемник Квижельм — с формулировкой «по великой бедности». В 762 году Сигеред и позже его преемник Эгберт наделяли епископа землями. Хартия об этом конфирмована Оффой Мерсийским как верховным правителем.
После завоевания Англии 1066 года Вильгельм подарил собор и его имущество своему сводному брату Одо из Байё, который разорил собор. Здание к тому времени обветшало, и при епископе Сиварде (1058—1075) в нём служило 4—5 каноников «нищих и убогих». Один из них позже стал викарием в Чатаме и собрал некоторые средства в дар собору на помин души своей жены Годгифу.

### Средневековый приорат

#### Церковь Гандальфа
Архиепископ Ланфранк вызвал Одо из Байё на суд на Пененденской Пустоши по поводу его распоряжения церковными землями в Кенте, и после поражения Одо в 1077 году первым нормандским епископом Рочестерским стал Гандальф, друг и помощник Ланфранка, которому были возвращены все земли и здание собора.
Около 1080 года Гандальф начал строительство нового собора взамен ветхого англосаксонского, первой его частью была, по-видимому, башня, и ныне носящая его имя. Он оказался талантливым архитектором и, вероятно, играл важнейшую роль в проектировании собора. Его постройка состояла из хоров длиной в шесть секций, окружённых боковыми нефами той же длины, причём четыре крайние секции возведены над криптой. Из восточного фасада выдавалась небольшая капелла, вероятно, для могилы св. Павлина, перенесённой из прежнего собора. Трансепты были длинные, 120 футов (37 м), но сравнительно узкие, лишь 14 футов (4,3 м) в ширину. При таких узких трансептах, вероятно, распор аркады хоров воспринимался восточными секциями нефа. От второй башни по южную сторону ничего не осталось, башни на средокрестии не было. Неф не был завершён — при проектной длине в девять секций, Гандальф выстроил по южной стороне лишь те пять, которые составляют стены необходимых клирикам помещений, и, возможно, оставил мирянам достраивать для себя неф. Гандальф заменил каноников бенедиктинскими монахами, получил несколько королевских пожалований землями и покровительствовал городу Рочестеру.
В 1078 году Гандальф основал близгорода госпиталь св. Варфоломея, который приорат св. Андрея снабжал провизией. Также в пользу госпиталя шли пожертвования с алтарей св. Иакова и св. Эгидия.
Собор завершён при епископах Эрнульфе (1115—1124) и Иоанне I (1125—1137), Хоры были переустроены, неф частично перестроен, поднятые Гандальфом устои в нефе обложены новым камнем, и достроены западные секции. Эрнульф выстроил трапезную, кельи и капитулярную залу (от которых сохранилось немного). Иоанн перенёс мощи Итамара из саксонской церкви, архиепископ Кентерберийский с 13-ю епископами освятил собор в целом в 1130 или 1133 году в присутствии Генриха I, но сразу же случился сильный пожар, уничтоживший бо́льшую часть города и повредивший собор. Новые пожары произошли в 1137 и 1179 году, один из них или очень сильно повредил, или вовсе разрушил хоры и трансепты собора и монастырские постройки.

#### Средневековые перестройки
Вероятно, около 1190 года Гилберт Глэнвилл (епископ в 1185—1214) начал перестройку восточной половины собора и монастырских построек. В 1201 году северный трансепт был достаточно построен, чтобы в нём похоронили мученика Вильгельма из Перта, хотя, возможно, что саркофаг находился в северном боковом нефе на хорах, пока трансепт не был достроен. В 1215 году в ходе осады Рочестерского замка собор разграбили войска Иоанна Безземельного, и Эдмунд из Хейденхема сетует на то, что «не осталось ни сосуда, в котором гостия могла бы лежать на алтаре». В 1227 году, тем не менее, с торжественной церемонией монахи вернулись на хоры. В 1240 году собор был вновь освящён епископом Ричардом Венденом, переведённым из Бангора.
Мощи свв. Павлина, Вильгельма Пертского и Итамара привлекали в собор паломников, чьими пожертвованиями были оплачены все эти работы.
В отличие от современных им аббатств, которыми управлял аббат, монастыри при соборах управлялись приорами при поддержке епископа. Наряду с другой бедной епархией, Карлайлской, в Рочестере существовала необычная практика ставить епископами монахов, которых от 1215 года до роспуска монастырей было семеро. Следствием этого стало отсутствие сторонних доходов: к началу XVI века только 4 % доходов проистекало не из приходов, отчего епископы были чрезвычайно стеснены в средствах.
Следующий период строительства начал ризничий Ричард Истгейт. Он выстроил в двух восточных секциях нефа мощные устои для башни, затем построил северный нефовый трансепт. Когда в 1255 году ризничим стал Фома из Мепэма, эти работы близились к завершению. Вскоре был выстроен южный трансепт и переделаны в нынешнем виде две секции нефа близ средокрестия, с очевидным намерением перестроить весь неф, но недостаток средств уберёг нормандскую работу.
В 1264 году собор осквернили войска Симона де Монфора, осаждавшие Рочестер: вооружённые рыцари ворвались в церковь и вытащили оттуда некоторых из тех, кто пытался найти в ней убежище. Драгоценные металлы были расхищены, документы уничтожены, в части монастырских построек устроили конюшни. Записано, что в 1300 году Эдуард I по дороге в Кентербери оставил семь шиллингов на гробнице Вильгельма, ещё столько же — на следующий день, а на обратном пути — по стольку же у Павлина и Итамара.
В XIV веке к нормандскому зданию были добавлены части в украшенном стиле, но от идеи перестройки нефа окончательно отказались. Около 1320 года южный трансепт был перестроен в связи с устройством алтаря девы Марии.
Судя по всему, между западными устоями средокрестия была преграда, над которой, возможно, была галерея для хора. Против этой преграды стоял приходской алтарь св. Николая, и горожане требовали постоянного доступа к своему алтарю. Также через город проходили толпы совсем чужих людей, и напряжение между монастырём и Рочестером вылилось в бунт 1327 года, после которого неф церкви от восточной половины отделили прочной стеной с дверьми, и в это же время стенами огородился приорат. «В уголке нефа» устроили часовню для хранения гостии, но в каком именно — доподлинно неизвестно. Доктор Палмер полагает, что в контрфорсе северо-западного устоя башни, потому что обычно гостию хранили с северной стороны от алтаря, со стороны бокового нефа там заложена арка, а со стороны главного нефа чётко видно границу более и менее качественной кладки. Толщина контрфорса — 4 фута (1,2 м), чего достаточно.
В 1343 году собор был завершён постройкой центральной башни с колоколами, в это же время сделан проход в капитулярную залу, а вскоре после этого, с появлением Чёрной Смерти, в приорате осталось лишь десятка два монахов.

#### Позднее Средневековье
Роспись, которую можно видеть на хорах ныне, отчасти новодельная, а отчасти оригинальная, обнаруженная Джорджем Гилбертом Скоттом при реставрации в 1870-е годы за деревянными местами для клириков. Львы и лилии символизируют победы Эдуарда III и покорение Франции. В 1356 году Чёрный Принц пленил французского короля Иоанна II при Пуатье, и 2 июля 1360 года, Иоанн, возвращаясь из плена, пожертвовал в Рочестере 60 крон (£15) на церковь св. Андрея.
Трения между горожанами и монахами не прекратились и после того, как собор был разгорожен, и поэтому с северной стороны к нему пристроили церковь святого Николая, в которую из западного конца северного бокового нефа пробили дверь (ныне заложенную). Через эту дверь процессии попадали из церкви в церковь, прежде чем покинуть их через западный портал.
В середине XV века северный боковой неф на хорах получил оконный пояс и своды, а в боковых нефах западной половины устроили окна в перпендикулярном стиле. Вероятно, приготовления к этому начались в 1410 году, когда был получен в дар свинец и продан за 41 шиллинг. В 1470 году закончено Большое Западное окно, к 1490 выстроена современная Капелла Девы. Таким образом, Рочестерский собор, хотя и является небольшим по английским меркам, демонстрирует все стили средневековой архитектуры от романской до перпендикулярной готики.
В 1504 году епископом в Рочестер был назначен Джон Фишер. Несмотря на бедность епархии, он не отказывался от этой должности. Будучи наставником принца Генриха, он и после восшествия его на престол оставался его сторонником и советником, формируя антилютеранскую политику в Англии вплоть до развода Генриха и разрыва с Римом в начале 1530-х. Фишер остался верен Риму, за что получил кардинальскую шапку в мае 1535 года, вследствие чего 22 июня 1535 года по приговору Генриха с него сняли голову.
Генрих нанёс визит в Рочестер 1 января 1540 года, встречаясь там впервые с Анной Клевской, и был этим посещением «страшно разочарован». Может быть вследствие этого, а может быть, и нет, но в этом же году приорат св. Андрея был распущен королевским указом, став одним из последних распущенных английских монастырей.

### Новое время

#### После роспуска монастыря
По новому статуту Генриха при соборе были места настоятеля, шестерых пребендариев, шестерых младших каноников, диакон, иподиакон, шесть певцов, руководитель хора, восемь хористов, старший и младший руководители школы, двенадцать учеников, шестеро бедных, привратник (он же цирюльник), виночерпий и повар с помощником. Также собор содержал четверых студентов, двоих в Оксфорде и двоих в Кембридже. Позднее, в годы революции, диакон и иподиакон были упразднены, а виночерпий и повар пропали, когда прекратился общий стол.
При Эдуарде VI, в 1547 году, епископом Рочестерским стал Николас Ридли, который приказал в церквях ликвидировать алтари, заменив их столами во славу трапезы господней. В 1548 году он содействовал написанию «Книги общих молитв» Томасом Кранмером, в 1549 году в числе прочих расследовал дела епископов Уинчестерского Стивена Гардинера и Лондонского Эдмунда Боннера, по итогам которого они были отстранены от служения. В 1550 году он был переведён в Лондонскую епархию, три годя спустя принимал участие в заговоре «девятидневной королевы» Джейн Грей против восшествия на престол католички Марии, за что и поплатился — 16 октября 1555 года Ридли был за ересь и государственную измену сожжён.
После того, как в ходе роспуска монастырей собственность их отошла к короне, собор стал скатываться к упадку. Пипс в дневнике в средине XVII века называет его «запущенным» (англ. shabby). Тем не менее, расположение Рочестера на Уотлинг-стрит способствовало его посещаемости. Например, Елизавета проведа в нём 4 дня в 1573 году, посетив службу в соборе 19 сентября. В 1606 году город посетили Яков Стюарт и Кристиан IV Датский с семьями.
В 1633 году Рочестерский собор посетил архиепископ Кентерберийский Уильям Лод, отметивший его общее плачевное состояние и недостаток стёкол в окнах. На следующий год собор был исправлен, с задержкой, вызванной тем, что £1000 потратили на орган. Лод работы принял и указал на необходимость привести в порядок колокола и их подвеску, и в 1635 году один из колоколов перелили.
В 1635 году собор описывали как «небольшой и безыскусный, но светлый и приятный; хоры украшены хорошо множеством небольших мраморных колонок; орган невелик, но хорош, клириков немного, но они выучены». Затем автор упоминает разнообразные скульпутры, «древние, покалеченные, со сбитыми лицами и другими следами злоупотреблений». Это упоминание скульптур ценно тем, что шесть лет спустя войска парламента вошли в собор в самом начале гражданской войны.

#### Гражданская война
Согласно официальной записи: «В среду, Варфоломеев день, мы выступили, и часть наших солдат… вошли в собор часов в 9 или 10, посреди службы и пения этих суеверов; они… занялись делом, ради которого пришли. Сперва унесли стол, потом разбили постамент его на куски; … ограждения сломали и раздали на дрова бедным, а орган оставили на следующий раз, но когда вернулись, то увидели, что они сломали его сами». Уже после реставрации отмечался сравнительно небольшой ущерб, в частности, у памятников на могилах не были сбиты лица, и только местный сапожник Джон Уилд обвинён в продаже железа и латуни с могил. Как и в других соборах, на хорах в Рочестере Ферфакс устроил конюшни.
Вскоре после реставрации Стюартов Рочестер посетил Сэмюел Пипс. Он записал, что собор «заново оборудуют, и орган настраивают». К 1662 году на ремонт было потрачено £8000, а требовалось ещё £5000. Секретарём епархии с 1629 по 1671 год был Питер Стоуэлл, который в годы протектората за это подвергался штрафам и тюремному заключению. На свои средства он приобрёл книги и предметы для собора, и потратил £100 на новый пол в нефе от западного портала до преграды. В 1770 году алтарь был заново ограждён.
В 1667 году в соборе проходили поминальные службы по французскому адмиралу Жан-Клоду де ла Робиньеру, погибшему в ходе военных действий испано-голландского флота.
Здание собора нуждалось в постоянной заботе: в 1664 году ремонтировали южный боковой неф, в 1670-м переложили заново 40 футов (12 м) северного бокового нефа. В 1679 году архитектор Сэмюел Гай докладывал об угрожающем состоянии шпиля, для ремонта которого требовалось £1000, но позже вестминстерский плотник Генри Фрай ограничился латанием кровли и ремонтом одной балки. На орган было потрачено £160. В 1705—1724 году заново крыли крышу свинцом. В 1730 году убрали звонарню и перекрыли средокрестие сводами. В 1742—1743 годах ремонтировали хоры, и в это время капитул пользовался церковью св. Николая. В 1749 году заново строили шпиль, а в 1765—1772 годах башни на западном фасаде.
Состояние южного бокового нефа на хорах и южного трансепта стало вызывать опасения, и в 1751 году конструкции были укреплены, крыша облегчена, и дополнительные кирпичные подпорки возведены в крипте. В 1798 году антикварий и историк Кента Эдуард Хастед в своём «Историческом и топографическом обзоре графства Кент» (англ. The History and Topographical Survey of the County of Kent) писал, что «время так повлияло на прочность материалов, из которых он [собор] возведён, что кажется, будто всех забот о нём нынешнего капитула не будет достаточно, чтобы уберечь большую часть его от скорого обрушения». В 1791 году был установлен новый орган.

#### XIX век и позднее
В 1825—1830 годах епархиальным архитектором был Льюис Нокальс Коттингем. При нём из-за сухой гнили пришлось заново покрыть крышей хоры и южный трансепт на хорах. Стена между главным трансептом и южным боковым нефом хоров от работ, выполненных в предыдущем веке, только сильнее наклонилась, и Коттингем построил новый фасад, поддерживающий её. Башню разобрали и восстановили без шпиля. В восточной половине алтарь опустили ниже и убрали преграду. Открыли прежде заложенные арки и окна, при этом обнаружили могилу епископа Джона Шеппи (XIV век).
Следующий реставрационный период также возглавлял Коттингем. С 1840 года были заново сделаны кафедра и епископский трон. За старой кафедрой открылось средневековая фреска на сюжет Колеса Фортуны (у восточного конца мест для клира на хорах), вероятно, старейшая такая фреска в Англии. В это же время сделали потолок на средокрестии, балдахин для могилы Шеппи, и обновили побелку и крипту.
В 1871—1877 годах собором занимался Джордж Гилберт Скотт. Сначала он реставрировал оконный ярус в нефе, чтобы можно было служить в нём, когда на ремонт встанут хоры и трансепты. Под южный трансепт был подведён новый фундамент, отремонтированы деревянные своды. В северном трансепте сделали новые западные окна и дверь, в обоих трансептах вычинили кладку. Кровли и щипцы восстановлены на прежнюю высоту. Органную преграду вернули к прежней простой форме, что, возможно, было ошибкой, так как теперь не было преграды по другую сторону, отделявшей некогда алтарь церкви св. Николая. На восточном конце подняли высокий шипец, но кровлю не переделывали по недостатку средств. Восточное окно, которое Палмер называл уродливым, заменили нынешним набором ланцетных окон. Уровень пола в пресвитерии понизили, всю восточную половину заново вымостили. Обновили, используя, по возможности, оригинальные материалы, мизерикордии, в ходе чего открыли средневековые росписи геральдических львов и лилий, на основе которых Скотт расписал хоры.
В память филолога и священника Роберта Скотта, служившего в соборе настоятелем, преграда на хорах украшена статуями под руководством Джона Лофборо Пирсона, который руководил реставрацией 1888 года, поскольку на западном фасаде облицовка стала отставать от ядра конструкции. Боковые башни были при этом восстановлены в оригинальном размере и виде, северную башенку щипца сделали по образу и подобию южной. В ходе этих работ обнаружены фундаменты англосаксонской церкви.
В 1904 году на башне Скотта поднят новый шпиль, существующий и поныне. В 1998 году в ходе мощения площадки перед западным порталом, открыты другие части англосаксонского фундамента.
В ознаменование 1400-летия собора в 2004 году в северном трансепте русским иконописцем Сергеем Фёдоровым написана фреска.

## Архитектура

### Фасады
Основной чертой западного фасада является Большое Западное оконо в перпендикулярном стиле. Архивольт окна по бокам завершается небольшими головами. Линия кровли нефа показана наклонными карнизами, над которыми поднимается зубчатый парапет. Под окном тянется глухая аркада, прерванная арзивольтом западного портала. Некоторые ниши в этой аркаде заполнены статуями. Портал глубокий в нормандском стиле, оформлен уменьшающимися концентрическими украшенными арками. В полукруглом тимпане портала Христос во славе в центре, по сторонам его святые Юст и Этельберт. Святых поддерживают ангелы, вокруг них символы четверых евангелистов (орёл, был, лев и крылатый человек). На перемычке двери 12 апостолов, а поддерживают перемычку Соломон и царица Савская. За западным порталом стеклянный тамбур, которые позволяет держать сами двери весь день открытыми.
Границы между центральным и боковыми нефами отмечают тонкие башни, возвышающиеся на два яруса выше крыши и увенчанные пирамидальными шпилями. Башни украшены поясами глухих аркад. Завершения боковых нефов выполнены в романском стиле, с полуциркульными окнами, а в северной нише располагается небольшая дверь. Над каждой оконной аркой возвышается ровная стена, затем глухая аркада, наклонная тяга, обозначающая кровлю, и простой парапет. Боковые башни фасада романские в основании, и стиль их продолжается в верхних ярусах, несмотря на то, что они построены позже. На гладком основании покоятся четыре яруса глухих аркад, завешённые восьмиугольными шпилями.
Деление на центральный и боковые нефы с фасада не обозначено. Северо-западная дверь, ныне заложенная, некогда вела в соседнюю церковь св. Николая. Доступ в северный трансепт с Хай-стрит через Аллею Чёрного Мальчика (англ. Black Boy Alley) является средневековым паломническим маршрутом. Раннеанглийская отделка реконструирована Дж. Гилбертом Скоттом, который также поднял высокие щипцы взамен низких начала XIX века. Под щипцом проходит парапет с обходной галереей. Также Скотт реставрировал паломнический портал и пробил прежде глухую аркаду на северном окончании западной стены.
Восточнее северного трансепта расположены ворота Секстри-гейт (англ. Sextry Gate) времён Эдуарда III, над которыми надстроены деревянные жилые помещения. Прежде закрытый двор теперь доступен с Хай-стрит. За этими воротами располагается задняя дверь в собор через башню Гандальфа.
Как северный трансепт хоров, так и вся восточная половина решены в стиле раннеанглийской готики, нижние окна освещают крипту более ранней постройки. К восточной оконечности собора примыкает капитулярная зала в том же раннеанглийском стиле. Всё это — продукт реставрации Скотта во второй половине XIX века. Скотт также восстановил высокие щипцы, но крыша так и не была поднята до соответствующей крутизны.
По южной стороне боковой неф между трансептами по сути является контрфорсом к более старой стене, которая поддерживается и аркбутанами. Назначение этой структуры можно уяснить из интерьера ниже по тексту. Южная сторона пресбитерия скрыта капитулярной залой XVIII века.

### Клуатры и другие монастырские постройки
Центром монастыря был клуатр, контуры которого можно видеть в саду. С восточной стороны он замыкался капитулярной залой епископа Эрнульфа и кельями, от этих зданий осталась только западная стена. По южной стороне клуатра была трапезная, выстроенная приором Эли в 1215 году, от этой массивной постройки остались основания стен римской кладки. Получалось так, что клуатр примыкал к римской городской стене, которую Эли сделал северной стеной трапезной, пробив двери.

### Башня Гандальфа
Башня Гандальфа (XI век) расположена к северу от собора между трансептом хоров, паломнической лестницей и секстри-гейт. Она является, таким образом, старейшей надземной частью собора. До XVIII века она стояла вровень со зданием, поднимаясь на высоту около 65 футов (20 м), но в течение XIX века башня интенсивно разрушалась, и в 1897 году записано, что «остались одни развалины». Нижний ярус башни в 1925 году был отремонтирован и перекрыт на средства масонов, о чём свидетельствует памятная табличка на стене. Первый этаж башни занимают служители церкви, остальные два — музыканты.

### Неф
Западная часть нефа сохранилась в общих чертах со времён Гандальфа. Между нижней аркадой и трифорием располагается горизонтальный карниз. Трифорий романский, также увенчан тягой. Оконный ярус — в перпендикулярном стиле. От капителей колонн нижнего яруса поднимаются пилястры, но уже с яруса трифория они стёсаны. Веряотно, они прежде тянулись до балок перекрытия или даже поддерживали рёбра свода.
Восточная секция трифория, несмотря на романский облик, выполнена в XIV веке. Последняя секция нефа перед устоями башни отделана в украшенном стиле. В северном устое башни, возможно, замурована капелла, как написано выше.
Боковые нефы отделаны просто плоскими пилястрами, две восточные секции в украшенном стиле, подготовленные к сводчатому покрытию, но было ли оно когда-либо выполнено — неизвестно, нынешняя кровля — деревянная.
Средокрестие с восточной стороны замыкает резная преграда XIX века, на ней расположен орган и статуи людей, связанных с собором, пол поднимается к преграде ступенями. В центральной башне подвешены колокола, она увенчана шпилем, а изнутри на потолке средокрестия можно видеть четыре замковых камня типа «Зелёный человек», и люк для подъёма колоколов.

### Северный трансепт
Северный трансепт датируется 1235 годом и выстроен в раннеанглийском готическом стиле, окна его, как описано в разделе о фасадах, викторианской эпохи. На восточной стене в арочной нише Сергеем Фёдоровым написана фреска на сюжет крещения. Возможно, прежде в этой нише располагался алтарь св. Николая прежде его переноса к средокрестию в 1322 году, и какое-то время также здесь мог располагаться алтарь Иисуса. То, что в нише был какой-то алтарь, несомненно, потому что справа имеется умывальница. Своды трансепта необычные, восьмичастной конструкции, производной от стандартных шестичастных готических сводов. Паломническая дверь ныне является главным входом в собор.

### Южный трансепт и Капелла Девы
Изначально Капелла Девы Марии располагалась в южном трансепте, отгороженном от средокрестия с алтарём под восточной аркой. Как на восточной стене, так и под аркой имеются следы росписей, по которым можно судить о расположении средневековой северной преграды. Приблизительно в 1490 году западная стена была пробита большой аркой, и к южному боковому нефу собора пристроен неф для новой капеллы Девы, отгороженый экраном.
Южный трансепт выстроен в раннем украшенном стиле, восточная стена его опирается на единственную арку, в которой были две двери, ныне не используемые. Левая дверь закрыта мемориалом доктору Уильяму Франклину. Нижняя часть южной стены гладкая, но посреди неё располагается раскрашенный бюст Ричарда Уоттса (1529—1579), коммерсанта едизаветинской эпохи и благотворителя. Ниже него виден контур памятной таблички Диккенсу, которая ныне перенесена на восточную стену трансепта на хорах. Под аркой в западной стене находится преграда нынешней капеллы Девы.
Существующая капелла Девы выстроена в украшенном стиле. В противоположность массивной нормандской конструкции нефа, капелла лёгкая и светлая, алтарь располагается у южной стены, капелла имеет три окна по южной стороне и два в западной. Витражи современные на новозаветные темы.
В первом с восточной стороны окне вверху — благовещение с архангелом Гавриилом и Марией (оба в коронах), святой дух спускается в виде голубя. В нижней половине окна рождество: святое семейство, три ангела и пастухи. В следующем окне вверху св. Елизавета в окружении звёзд и геральдического солнца. Внизу поклонение волхвов. В последнем окне южной стены изображена вверху Мария Магдалина в окружении тюдоровских роз и геральдических лилий, а внизу введение Христа во храм. В западной стене вверху изображена Маргарита Шотландская с ронделями на которых изображены обвитые цепью якоря и чертополохи. Это окно связано с посвящением приората св. Андрею. В нижней половине того же окна распятие с марией и Петром. Последнее окно необычное, его верхняя часть разделена на три поля, в которых изображены Артур с королевским гербом, одесную него св. Георгий, а ошую — Михаил. В нижней части окна вознесение Христа.
- Благовещение и рождество
- Св. Елизавета и поклонение волхвов
- Мария Магдалина и введение во храм
- Маргарита Шотландская и распятие
- Король Артур и вознесение

Понизу четырёх окон записаны многочисленные посвящения, а под пятым — гербы собора, Кента и Рочестера, между которых написано: «Ко славе Господней и в память о тех, кто сложил головы в Великой войне 1914—1918». Под этой надписью размещена табличка с именами. Табличка в память о Второй Мировой войне 1939-45 располагается под четвёртым окном.
- Табличка Первой Мировой войны
- Табличка Второй Мировой войны

### Хоры, боковые нефы, трансепт
Восточная половина церквы была прежде монастырской, отделённой преградой с органом от нефа, боковыми перегородками от боковых нефов и трансептов. Отчасти эти стены были вызваны к жизни бунтом 1327 года, отчасти — общей монастырской тенденцией ограждаться от мира.
Северный боковой неф представляет собой простую галерею, пересечённую ступеньками и стеной под средокрестием. Ступени называются паломническими, потому что составляют часть маршрута к гробнице св. Вильгельма, и были так сильно стоптаны в Средние века, что их приходилось надставлять досками.
Южный боковой неф изначально был той же ширины, что и северный. Стена под средокрестием, выстроенная в XIV веке, до сих пор заполняет одну из арок с восточной стороны, ныне образуя ризницу перед входом в крипту. Малая башня Гандальфа стояла над юго-западной частью бокового нефа. От неё к помещению, которое теперь занимает библиотека, была выстроена стена, составлявшая часть клуатров, а позже, после разборки башни, её основание вместе с этой стеной вошло в состав бокового нефа. Теперь из него в трансепт на хорах ведёт новая лестница, так называемая «кентская», а прежний вход используется для доступа в крипту.
В 2014 году археологические раскопки под Кентской лестницей обнаружили части более ранней постройки, в частности, нормандский фундамент стены XIV века. Из крипты веда дверь на лестницу, которая заканчивалась окном в клуатр. Эти части датируются первым периодом строительства нынешнего собора.
До переделок викторианской эпохи места для клириков на хорах располагались крутыми уступами. После их разборки открылись средневековые росписи на тему колеса Фортуны (оно же «колесо жизни») и орнамент на стенах. Существующий орнамент — современная копия найденного, а роспись оригинальная. Выше росписи тянется глухой трифорий, над ним оконный пояс и шестичастные своды. Новая мебель, главным образом, XIX века, с незначительным использованием старого дерева.
Прежде реставрации Джорджа Гилберта Скотта высокие спинки отделяли трансепты на хорах от среднего нефа, но теперь они объединены в общий объём, позволяющий вместить больше людей. Два проёма в южном трансепте теперь никуда не ведут, но ранее они вели в крипту (до расширения южного бокового нефа) и в исповедальню.
В северном трансепте располагалась гробница св. Вильгельма, бывшая в Средние века центром паломничества, но от неё мало что уцелело. Антикварий и первый историк Кента Эдвард Хастед (1732—1812) упоминает «большой каменный саркофаг, сильно побитый», Пальмер пишет о том, что св. Вильгельму приписывают погребение в восточной части трансепта. Изначально гробница располагалась посередине, и весь трансепт называли Капеллой св. Вильгельма, а отгороженную от него восточную часть позднее — Капеллой Иоанна Крестителя и Уорнеровской капеллой по расположенным в ней памятникам. В углу Уорнеровской капеллы — крест из гвоздей с кровли собора в Ковентри, посреди северной стены — место упокоения Уолтера де мертона, епископа и основателя Мертон-колледжа. Из двух деревянных дверей одна никуда не ведёт, вторая — одна из самых древних до сих пор используемых дверей в Англии — открывается в сокровищницу.
Пресвитерий составляет стилистическое единство с северным трансептом на хорах, но восточная оконечность собора сильно переработана Скоттом. В аркаде похоронены епископы, надгробия которых необычно хорошо сохранились. Могила Шеппи была в своё время заложена и забыта, и таким образом, избежала разрушения пуританами. В 1825—40 годах это надгробие раскрыл и реставрировал Коттингем.

### Дверь в капитулярную залу
Дверь в капитулярную залу и библиотеку характеризуют как «величественный», «тщательно проработанный» «один из лучших сохранившихся образцов украшенной английской готики». Две полноростовые фигуры по обе стороны двери представляют Новый и Ветхий Завет, причём последняя — женская фигура со сломанным посохом и перевёрнутыми скрижалями — не знающая Мессии. Другая фигура держит в руках крест и церковь. Пальмер отмечает, что в ходе реставрации Коттингема (1825-30) добавили голову епископа в митре и с бородой, но следов этого ныне не видно.
Над этими фигурами располагаются изображения четверых главных теологов церкви — свв. Августина, Григория, Иеронима и Амвросия, сидящих за столами. Выше с каждой стороны пары ангелов, понимающихся из пламени, держат свитки, а выше всех изображена небольшая обнажённая фигура души, поднимающейся из чистилища к балдахину — вратам рая. Возможно, это портрет епископа Хамо из Хайта (†1352), который заказал этот портал. Над балдахином архивольт, украшенный глубоко вырезанным лиственным орнаментом, поддерживает пьедестал, на котором ныне нет никакой статуи. Пазухи свода и пространство под фигурами занято ромбовидным орнаментом, который сам по себе заслуживает внимания.

### Восточная оконечность
Большая часть восточной оконечности собора принадлежит Гилберту Скотту, который, однако, основывался на оригинальной постройке.

### Крипта
Самой старой частью крипты собора являются две западные секции, расположенные под восточной оконечностью хоров — они датируются 1080 годом и являются частью постройки Ланфранка. Типичное для романской архитектуры перекрытие, образованное пересечениями двух цилиндрических сводов, опирается на простые капители и относительно тонкие гладкие колонны. Остаток крипты младше на столетие, базы, стволы и капители колонн повторяют древнейшие, но на них опирается уже четырёхчастный рёберный свод. Прямоугольное членение на секции привело к использованию стрельчатых арок в меньших пролётах, но общее впечатление остаётся романским. Кое-где на потолке сохранилась средневековая роспись, больше росписи можно увидеть в окнах восточной оконечности.
Восточная часть крипты (под пресвитерием) обращена в капеллу св. Итамара и предназначена для тихой уединённой молитвы и размышлений, кроме воскресений, когда в ней собирается молодёжный воскресный клуб.
Лестница в крипту начинается в южном боковом нефе на хорах, как сказано выше, эта лестница занимает ширину прежнего бокового нефа до сноса малой башни Гандальфа. Для людей, передвигающихся в кресле, в 2017 году установлен подъёмник.
В ходе раскопок под полом крипты обнаружен фундамент римского дома, на март 2015 года полный отчёт недоступен, но археологические открытия повлияли на публикуемые планы.

## Музыка

### Орган
Нынешний орган Рочестерского собора восходит к инструменту, построенному в 1905 году фирмой J. W. Walker & Sons Ltd. В 1989 году Mander Organs капитально ремонтировали орган, сохранив корпуса и часть труб, и по совету Пола Хейла установили орган на хорах. Инструмент насчитывает 69 регистров на четырёх 58-клавишных мануалах (Хор, Хауптверк, Швеллер и Соло) и 30-клавишной педали.

### Хор
Соборный хор восходит к 604 году, и высокий профессионализм певцов отмечал ещё Беда в «Церковной истории народа англов».
Современный основной соборный хор состоит из 18 мальчиков, 17 девочек и взрослых певцов (альты, теноры, и басы), мальчики обучаются в Королевской школе, основанной при соборе в 604 году. С 1995 года существует хор девочек, который пел те службы, на которых не пели мальчики, а теперь женский хор поёт по выходным, чередуясь с мужским, и каждый понедельник. Для крупных служб хоры объединяются.
Добровольный хор поёт около десяти недель в году во время школьных каникул и подменяет основной хор по надобности.

### Колокола
Звонница Рочестерского собора состоит из 10 колоколов, отлитых в 1921 году. Самый большой колокол в тоне D весит 1530 кг.
Вероятно, с англосаксонских времён (VII век) в церкви был один или два колокола, но источники об этих временах скудны. Башня Гандальфа (XI век), судя по конструкции, изначально была рассчитана на подвеску колоколов. Известно, что в 1154 году приор Реджинальд сделал два колокола и перелил старый треснутый. Из Custumale Roffense (ок. 1300) известно, что позднее в XII веке приобретено ещё два колокола. В 1343 году епископ Хамо из Хайта надстроил центральную башню и повесил в ней четыре колокола под именами Дунстан, Павлин, Итамар и Ланфранк.
Третий колокол был перелит в 1635 году, в 1683 добавлены пятый и тенор, в 1695 году отлит шестой. В 1711 году записано, что четвёртый колокол треснул, и в следующем году его ремонтировали, а также повернули на четверть оборота вокруг собственной оси второй колокол по причине того, что места удара на нём были сильно наклёпаны. Колокол 1695 года переливали в 1770, тенор — в 1834 году. Два колокола добавлено в 1904 году при перестройке башни и шпиля, из оригинальных шести колоколов четыре были перелиты, а два сохранены. В 1921 году были перелиты все колокола, а звонница дополнена до нынешних десяти голосов. Таким образом получается, что современная звонница содержит колокольный металл со всех переливок со времён Гандальфа. На первой службе 16 мая 1921 года колокола звучали частично заглушенными, потому что они изготовлены в память о погибших в Первой Мировой войне. В 1960-е годы колокола заново подвесили на новой стальной раме.
Долгое время надпись на третьем колоколе «U.S.S. Pittsburgh in Memory of 1920» (в память о 1920 годе от корабля флота США «Питтсбург») оставалась загадочной, и отсутствие связи корабля с Рочестерским собором упоминается в путеводителе. Но ещё 17 декабря 1920 года в «Chatham News» опубликовано письмо Джеймса В. Тодда, офицера с крейсера, в котором он благодарит настоятеля собора за различные события, организованные за два с половиной месяца, которые корабль провёл в чатамском доке. Тодд оплатил £52 10 шилл. за переливку колокола.

## Известные личности
Grevile Marais Livett, многолетний регент церковного хора, написал несколько работ по истории нормандских церквей Англии и активно публиковался в журнале Кентского Археологического общества «Archaeologia Cantiana». Его имя Livett является вариантом написания имени Levett — древнего Суссекского и Кентского рода нормандского происхождения.
Диккенс хотел упокоиться подле Рочестерского собора, но был похоронен в уголке поэтов Вестминстерского аббатства.

## Библиотека

### История библиотеки
Несомненно, что библиотека при соборе должна была существовать с англосаксонских времён, но сведений о ней не имеется. Гандальф заново основал приорат по бенедиктинскому уставу, в котором чтение составляет важную часть ежедневных занятий, и следует полагать, что библиотека там также была. К моменту смерти Гандальфа в 1108 году число монахов возросло от 22 до 60, что предполагает заметное книжное собрание.
В анналах Рочестерского монастыря, озаглавленных Textus Roffensis, и законченных к 1130 году, имеется каталог монастырской библиотеки, большинство книг в которой было на латинском языке, на англосаксонском — единичные. В каталоге перечислено 116 томов с позднейшим прибавлением 11-ти, в которых обычно было переплетено по нескольку отдельных книг, в том числе:
- ныне знаменитая Гандальфова библия (ныне находится в Калифорнии в Библиотеке Хантигтона);
- сам Textus;
- комментарии;
- трактаты Отцов Церкви;
- исторические труды (в частности, «Церковная история…» Беды) и различные книги по монастырской жизни.

Каталог 1202 года насчитывает уже 208 томов, он был обнаружен лишь в XIX веке, на двух первых листах списка «De doctrina christiana» Аврелия Августина, ныне находящегося в Британской библиотеке.
Библиотека располагалась в разных помещениях собора и его окрестностей. Ответственным за неё был регент, который также должен был снабжать материалами писателей, переписчиков и иллюстраторов. Местный почерк XII века известен как «Рочестерский почерк».
Часть манускриптов утрачена уже в 1215 году при осаде замка Иоанном Безземельным, другая часть — в 1264 году при завоевании города Симоном де Монфором.
Роспуск монастырей нанёс библиотеке сокрушительный удар. Королевский Библиотекарь Джон Леланд жаловался Кромвелю, что немецкие школяры вырезают из соборных книг листы. Он спас часть манускриптов, и 99 томов из рочестерской библиотеки ныне находятся в королевской коллекции Британского музея. Ещё 37 книг оказались в разных местах в Англии, Шотландии, Европе и даже в США.
После роспуска прежнее помещение для заседаний восточнее южного трансепта на хорах стало капитулярной залой и библиотекой (но используется для заседаний клира до сих пор), но из нынешней библиотеки 50 томов, предшествующих 1540 году, являются поздними приобретениями и не имеют отношения к средневековому рочестерскому собранию. Соборных клириков было меньше, чем монахов, и библиотека была меньше. В числе требований к членам капитула было университетское образование и начитанность, что подразумевало личные библиотеки. С XVIII века в традицию вошли пожертвования книг от вновь назначаемых настоятелей и каноников, также книги собору отписывали по завещаниям. В 1907—09 годах на средства T. H. Foord восточная стена библиотеки была реконструирована, переложены полы и изготовлены новые шкафы.

### Важнейшие книги
Сам Textus Roffensis находится на попечении местного самоуправления. лат. Custumale Roffense (ок. 1300 года) — латинская рукопись, касающаяся доходов и организации повседневной жизни приората, в том числе инструкции звонарям, что показывает существование колоколов. Список лат. De Consensu Evangelistarum («О согласовании евангелистов») Августина первой половины XII века по переплёту и почерку — рочестерский. Также из Рочестера происходят «Сентенции…» Петра Ломбардского конца XIII века. Также имеются средневековые хартии.
Из печатных книг можно отметить экземпляр «Комплютенской Полиглотты» (1514—17, Алькала-де-Энарес), «Сарумский обряд» (1534, Париж), «Ковердейлова библия» (1535), «Большая библия» (1539), «Епископская библия» (1568) и множество других, более поздних библий. Любопытно примечание к Псалму XLV.9 в Епископской библии: «Офир, как полагают — край на западных берегах, недавно найденный Христофором Колумбом, откуда теперь происходит большая часть золота».

## Королевские инженеры
Король Вильгельм заметил способности Гандальфа к архитектуре, которые проявились в Рочестере после назначения его епископом в 1077 году. Уже в 1078 году Вильгельм поручил ему руководить постройкой Белой Башни (ныне ядро Лондонского Тауэра). При Вильгельме Рыжем Гандальф строил Рочестерский замок, и вообще прежде смерти в 1108 году он оказался в фаворе у трёх королей, и его статуя украшает западный портал собора.
Из-за таланта Гандальфа к военно-инженерному искусству, своим основателем его считает Корпус королевских инженеров (хотя формально нынешний корпус основан лишь в 1716 году в составе Управления артиллерийско-технической службы 1414 года). Близость собора к Королевской школе военных инженеров в Бромптоне (Кент) укрепляет эту связь: в соборе находится более 25 памятников отдельным солдатам и офицерам корпуса, несколько дарованных корпусом витражей. Одна из табличек, например, посвящена майору Сэмюэлу Андерсону, проведшему в 1860—70-х годах значительную часть границы США и Канады по 49-й параллели.